# Suzanne Basdevant-Bastid
Suzanne Basdevant o Suzanne Basdevant-Bastid (Rennes, 15 d'agost de 1906 - París, 2 de març de 1995) va ser una catedràtica de dret francès i especialista del dret internacional públic durant trenta anys. El̟egida membre de l'Acadèmia de les Ciències Morals i Polítiques l'any 1971, en va ser la presidenta l'any 1982. Va ser jutgessa del Tribunal Internacional de Justícia, la primera dona catedràtica de dret a França i la primera dona membre de l'Institut de França, la societat erudita més prestigiosa del país.

## Biografia
Suzanne Basdevant era la més gran dels set fills que van tenir Jules Basdevant i Renée Mallarmé. Després d'estudiar al Lycée de Grenoble i al Lyceé Fénelon de París, va ingressar a la Facultat de Dret de París, on es va doctorar en dret el 1930 amb la tesi Els Funcionaris internacionals, un tema molt nou en aquell moment, per tal com eren agents encara poc nombrosos i amb un règim incert; la recerca de Basdevant establí els principis legals de la seva independència i garanties i va constituir l'eina jurídica fundacional.
Va guanyar l'agregació de dret públic l'any 1932, essent la primera dona agregada en aquesta disciplina. Va ser igualment la primera dona catedràtica de dret a França, nomenada l'any 1933 a la Facultat de Dret de Lió.
Es va casar l'any 1937 amb Paul Bastid, ministre de Comerç en aquell moment al primer gabinet Léon Blum. Van tenir tres filles que seguirien les seves passes en la jurisprudència. L'any 1940 va exiliar-se amb el seu marit a bord del Massilia, però van tornar a França i van participar en el primer òrgan central de la Resistència.
Després d'exercir com a professora a la Facultat de Dret de París, ho va fer a la Universitat de París II - Panthéon-Assas de 1946 a 1977, com a professora de dret internacional a l'Institut d'Estudis Polítics de París de 1946 a 1978, essent la primera dona nomenada per a aquesta plaça. Membre de la delegació francesa a l'Organització de les Nacions Unides, va ser igualment membre, a partir de 1950, del Tribunal administratiu de les Nacions Unides, que va presidir de 1953 a 1963.
Suzanne Bastid va ser la primera dona electa a l'Acadèmia de les Ciències Morals i Polítiques, l'any 1971. N'esdevingué vicepresidenta l'any 1981, i a continuació presidenta l'any 1982. Fou elegida 3a presidenta de l'Acadèmia du Morvan. Membre del consell d'administració de l'Associació francesa de les dones diplomades de les universitats, participà en la redacció dels nous estatuts. S'implicà igualment en el si de la Federació internacional.
Bastid va ensenyar a Nova York i Pequín i va realitzar missions a Egipte, Polònia, Portugal, Uruguai, Marroc, Líban i Taiwan. Va ser membre de la delegació francesa a l'Assemblea General de les Nacions Unides del 1949 al 1957. Va formar part del tribunal administratiu de les Nacions Unides i va ser jutge de la Cort Internacional de Justícia en una disputa entre Tunísia i Líbia. Suzanne Bastid va morir a París el 2 de març de 1995 a l'edat de 88 anys.

## Publicacions
És l'autora de molts cursos sobre contenciosos administratius, dret i institucions internacionals, problemes polítics contemporanis, etc. i d'una obra sobre Els Tractats a la vida internacional. Creà l'any 1955 l'Anuari francès de dret internacional, que dirigí durant una trentena d'anys.
- Les fonctionnaires internationaux, 1931 (tesi de doctorat, guanyadora del premi Goullencourt[3])
- Droit international, 1948
- La Seconde guerre mondiale et les déplacements de populations, 1948
- Le Rattachement de Tende et de La Brigue..., 1949
- La jurisprudence de la Cour internationale de justice, 1952
- Comparaison des démocraties d'Europe occidentale et des démocraties d'Europe orientale, 1953, 1954
- Cours de contentieux administratif, 1955
- Le Rôle de l'Europe aux Nations Unies, 1955
- Cours d'institutions internationales, 1958
- Cours de droit international public approfondi, 1959
- Cours de grands problèmes politiques contemporains, 1959
- L'arbitrage international, 1961
- Les exceptions de procédure devant les juridictions internationales, 1966
- Droit international public, le droit des organisations internationales, 1972
- Notice sur la vie et les travaux de Gabriel Le Bras, 1972
- Normes internationales du travail, 1978
- Les traités dans la vie internationale: conclusion et effets, 1985[2][3]

## Homenatges i distincions
- Comandant de la Legió d'Honor.[1]
- Oficial de l'Orde de Léopold (Bèlgica)
- Comandant de l'Orde reial del Sahametrei (Cambodja).
- Comandant de l'Orde nacional del mèrit maurità.
- Un premi Suzanne-Bastid és concedit cada any per la Societat francesa per al dret internacional.[1]